# Oncocnemis arizonensis
Oncocnemis arizonensis är en fjärilsart som beskrevs av Barnes 1928. Oncocnemis arizonensis ingår i släktet Oncocnemis och familjen nattflyn. Inga underarter finns listade i Catalogue of Life.